# (309) Fraternitas
(309) Fraternitas est un astéroïde de la ceinture principale découvert par Johann Palisa le 6 avril 1891 à Vienne.